# 楊英瀚
楊英瀚（1988年7月30日—），香港單車運動員，民建聯成員。他於2006年畢業於青年會書院，現任香港沙田區議會地區委員會界別議員。

## 簡歷
楊英瀚（英語：Ronald Yeung Ying-hon，1988年7月30日—），他於2006年畢業於青年會書院[2]，前香港單車運動員，退役後重返校園進修外，更嘗試各式各樣的事物，曾任學校體育推廣主任、更參與社區推廣工作、開發【E導沙田】語音導賞APP、撰寫《我們都是單車人—走過香港單車百年歲月》等，現任香港沙田區議會地區委員會界別議員。

## 單車運動員職業生涯
2006年加入香港單車隊，成為公路賽隊伍重要一員，2013年退出香港隊。
早於2009年，楊英瀚代表香港出戰東亞運動會，在個人公路賽奪得銀牌；同時，在名將黃金寶率領下出戰團體計時賽，亦贏得銅牌，於東亞運動會獲得兩面獎牌，成績亮麗。
翌年2010年，出戰環韓國多日公路賽，勇奪人生首個公路多日賽分站冠軍，擁有最高榮譽黃色戰衣達6天之久，成為一時佳話。同年底，再代表香港參加亞洲運動會，夥拍隊友出戰團體追逐賽，奪得銀牌。楊英瀚於2013年離開香港隊，仍維持自我訓練，保持最佳狀態，目標放在不同國際大型賽事。
2015年，楊英瀚隻身出戰荷蘭地方賽事，勇奪亞軍，是繼黃金寶後登上荷蘭賽事頒獎台的香港人。2016年，他獲法國洲際職業車隊邀請加盟，惜後期因腳傷未能續留，期後轉投中國頂級車隊智美-恒翔洲際車隊，出戰多項國際賽事，表現出眾。
2014年至2017年，楊以個人身份，加入亞洲洲際車隊成為合約職業車手，先後效力新加坡、泰國、中國台灣、內地車隊，屢創佳績，其中2014年在非洲阿爾及利亞贏得首賽段冠軍，穿上黃色戰衣，成為首位華人贏得非洲賽事。
至於其他重要戰績，分別為2014年底，楊英瀚勇闖台灣武嶺，挑戰世界十大難度最高之賽道，出戰台灣KOM登山王大賽奪得亞軍，衝上個人單車事業另一高峰；2016年，再戰台灣玉山塔塔加爬山賽，勇奪冠軍。

## 個人獎項
2009年香港東亞運動會公路個人賽 銀牌
2009年香港東亞運動會公路團體計時賽 銅牌
2010年環日本賽UCI Asia Tour 總成績第10名
2010年環韓國賽UCI Asia Tour 第一賽段冠軍
2010年澳洲世界公路賽錦標賽U23組 第48名
2010年亞洲運動會公路團體追逐賽 銀牌
2011年印尼環東爪窪賽UCI Asia Tour 第二賽段冠軍 總成績第2名
2011年環印尼賽UCI Asia Tour 第三賽段第3名 第六賽段第2名
2011年香港公路錦標賽 精英組冠軍
2012年中國環福州賽UCI Asia Tour 總排名第2名
2012年中國環海南島賽UCI Asia Tour 第六賽段第3名
2012年印尼環東爪窪賽UCI Asia Tour 第一賽段冠軍
2013年印度亞洲單車公路錦標賽 第5名
2014年非洲阿爾及利亞UCI Africa Tour Circuit International d'Alger 亞軍
2014年非洲阿爾及利亞環塞提夫UCI Africa Tour 第一賽段冠軍
2014年非洲環阿爾及利亞賽UCI Africa Tour 總排名第3名
2014年台灣KOM登山王挑戰賽(武嶺) 亞軍
2014年香港公路錦標賽 亞軍
2014年環韓國賽UCI Asia Tour 第五賽段亞軍
2015年荷蘭Omloop Van Bedum 100KM繞圈賽 亞軍
2015年環泰國賽UCI Asia Tour 第四賽段冠軍
2015年環菲律賓賽UCI Asia Tour 第三賽段季軍
2015年中國環鄱陽湖賽 第四賽段冠軍 大中華總成績第1名
2016年台灣玉山塔塔加爬山賽 冠軍
2016年印尼環弗洛勒斯賽UCI Asia Tour 第三賽段冠軍
2016年中國環太湖賽UCI Asia Tour 大中華總成績第2名
2016年中國環福州UCI Asia Tour 爬山王總排名第3名
2017年馬來西亞環浮羅交怡賽 敢鬥賞
2017年香港錦標賽 公路計時賽季軍

## 從政
楊英瀚於退役後加入民建聯，參加2023年香港區議會選舉（沙田地區委員會）並當選第七屆沙田區議會地區委員會界別議員。

## 著作
- 《我們都是單車人——走過香港單車百年歲月》
- 「E導沙田」語音導賞APP

## 社會服務
沙田區議會地區設施及工程委員會 委員
沙田區議會食物環境衞生委員會 委員
沙田區議會社區參與及文化康樂委員會 委員
沙田區議會交通運輸委員會 委員
沙田區議會社會福利及青年委員會 委員
沙田區議會房屋及發展規劃委員會 委員
沙田區議會提振地區經濟專責工作小組 成員
沙田民政事務處 馬鞍山南分區委員會 委員
沙田民政事務處鞍泰關愛隊 隊長
中國香港體育普及發展聯會 主席
馬鞍山民康促進會 會務顧問
沙田婦女會 名譽顧問
沙田潮僑福利會 名譽顧問
香港菁新交流協會 會務顧問
錦泰苑居民聯會 總幹事

## 專訪
- 楊英瀚：踏上雙輪 勇闖大世界 （页面存档备份，存于）
- 【專訪．楊英瀚】脫離港隊踩職業隊　貼錢孤身追尋單車夢